# 安徽省地质博物馆

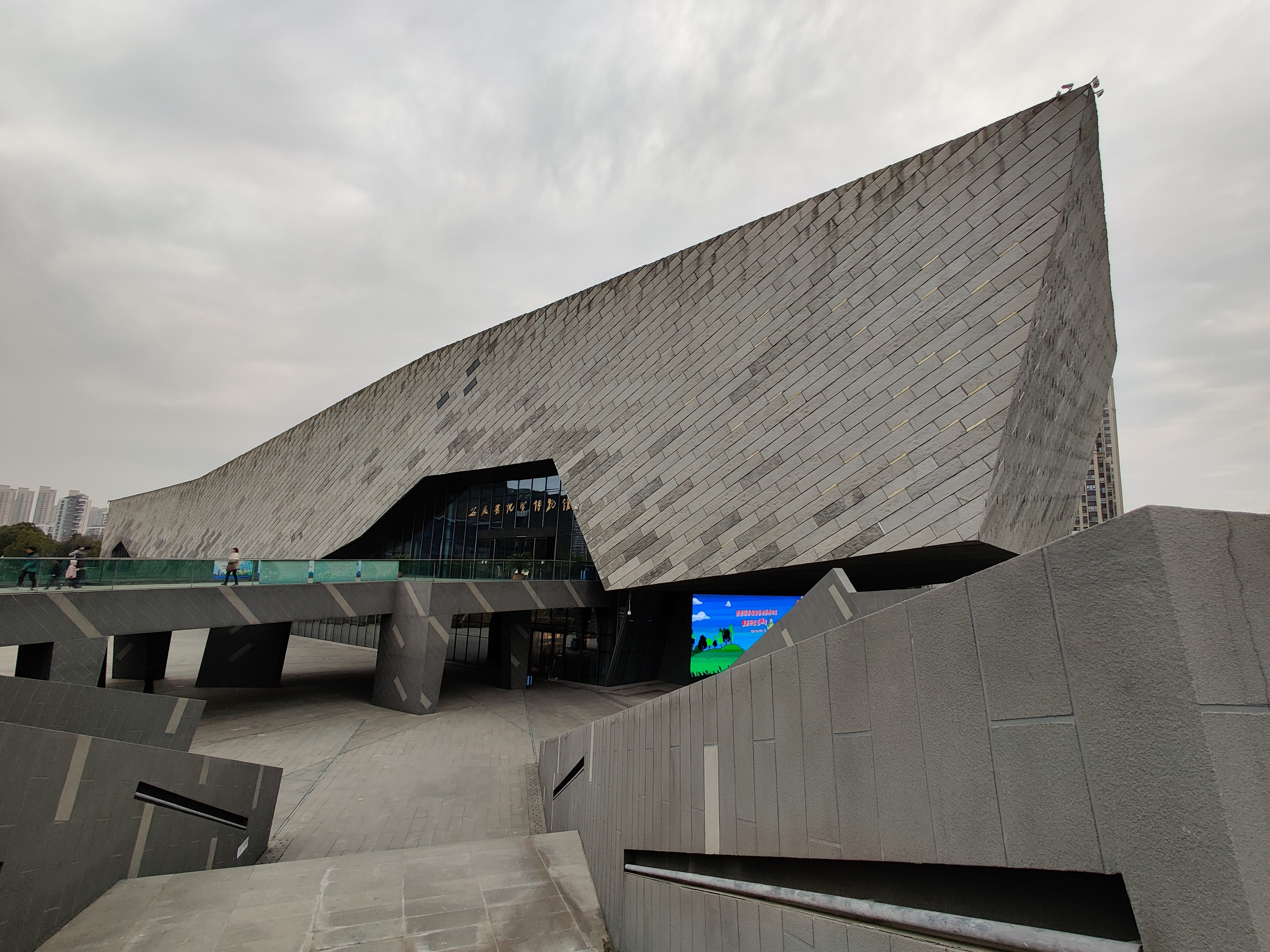
安徽省地质博物馆新馆东南侧

安徽省地质博物馆又名安徽古生物化石博物馆，创立于1986年，2012年10月10日搬迁至合肥市蜀山区新馆，为集展示、教育和科研为一体的地质古生物专业博物馆，也是安徽省唯一的省级自然博物馆。

## 历史
旧馆位于合肥市包河区芜湖路239号，建筑面积1460平方米，采用庑殿顶仿古建筑风格，设有矿物晶体精品厅、古生物化石厅、矿物岩石厅和奇石厅四个展厅。新馆位于合肥市政务文化新区嘉和路999号，与安徽博物院新馆等共同组成安徽文化博物园，建筑面积26495平方米（含陈列面积16902平方米），设序厅、地球厅、生命演化厅、矿物岩石厅、资源与环境厅和恐龙厅六个展厅及4D科普影院等，2012年开放时为中华人民共和国最大的地学类博物馆。目前该馆馆藏矿物、古生物化石标本达5万件，其中较有代表性的藏品为皖南龙蛋、恐龙骨骼、恐龙足印痕迹化石、早三叠世时期的巢湖鱼龙化石及安徽省仅有的石陨石、铁陨石等。